# Tipula zotzil
Tipula zotzil är en tvåvingeart som beskrevs av Alexander 1928. Tipula zotzil ingår i släktet Tipula och familjen storharkrankar. Inga underarter finns listade i Catalogue of Life.